# عطيوي المجالي
عطيوي المجالي (1950 - 24 أكتوبر 2015) هو سياسي أردني. اُنتخب لعضوية مجلس النواب في الانتخابات العامة لعام 2013. كان ممثلاً للدائرة الثانية لمحافظة الكرك. ولد في الكرك. ودفن في فيها في بلدة رباح في محافظة الكرك. في 19 ديسمبر 2015، فاز شقيقه الأصغر سامح المجالي بالانتخابات التكميلية التي عقدت لشغل مقعده.

## انظر ايضا
- المجالي